# Miha Blažič
Miha Blažič (Capodistria, 8 maggio 1993) è un calciatore sloveno, difensore dell'Ittihad Kalba e della nazionale slovena.

## Carriera

### Club
Il 31 agosto 2017 viene acquistato a titolo definitivo dalla squadra ungherese del Ferencváros.
Il 3 giugno 2022 firma un contratto triennale con l'Angers.

### Nazionale
Con la nazionale slovena ha esordito il 2 giugno 2018 giocando dal primo minuto l'amichevole vinta 2-0 contro il Montenegro. Il 9 settembre dello stesso anno fa il suo debutto nella prima edizione della UEFA Nations League giocando tutti i 90 minuti contro Cipro.

## Statistiche

### Presenze e reti nei club
Statistiche aggiornate al 11 maggio 2022.
| Stagione           | Squadra            | Campionato         | Campionato | Campionato | Coppe nazionali | Coppe nazionali | Coppe nazionali | Coppe continentali | Coppe continentali | Coppe continentali | Altre coppe | Altre coppe | Altre coppe | Totale | Totale | Totale |
| Stagione           | Squadra            | Comp               | Pres       | Reti       | Comp            | Pres            | Reti            | Comp               | Pres               | Reti               | Comp        | Pres        | Reti        | Pres   | Reti   |        |
| ------------------ | ------------------ | ------------------ | ---------- | ---------- | --------------- | --------------- | --------------- | ------------------ | ------------------ | ------------------ | ----------- | ----------- | ----------- | ------ | ------ | ------ |
| 2010-2011          | Koper              | 1.SNL              | 11         | 0          | CS              | 2               | 0               |                    | -                  | -                  |             | -           | -           | 13     | 0      |        |
| 2011-2012          | Koper              | 1.SNL              | 21         | 0          | CS              | 2               | 1               | UEL                | 2                  | 0                  |             | -           | -           | 25     | 1      |        |
| 2012-2013          | Koper              | 1.SNL              | 22         | 1          | CS              | 1               | 0               |                    | -                  | -                  |             | -           | -           | 23     | 1      |        |
| 2013-2014          | Koper              | 1.SNL              | 29         | 0          | CS              | 0               | 0               |                    | -                  | -                  |             | -           | -           | 29     | 0      |        |
| 2014-2015          | Koper              | 1.SNL              | 16         | 1          | CS              | 2               | 0               | UEL                | 4                  | 0                  |             | -           | -           | 22     | 1      |        |
| lug. 2015          | Koper              |                    | -          | -          |                 | -               | -               | UEL                | 2                  | 0                  |             | -           | -           | 2      | 0      |        |
| Totale Koper       | Totale Koper       | Totale Koper       | 99         | 2          |                 | 7               | 1               |                    | 8                  | 0                  |             | -           | -           | 114    | 3      |        |
| 2015-2016          | Domžale            | 1.SNL              | 15         | 1          | CS              | 1               | 0               |                    | -                  | -                  |             | -           | -           | 16     | 1      |        |
| 2016-2017          | Domžale            | 1.SNL              | 28         | 1          | CS              | 4               | 0               | UEL                | 1                  | 0                  |             | -           | -           | 33     | 1      |        |
| lug.-ago. 2017     | Domžale            | 1.SNL              | 4          | 0          |                 | -               | -               | UEL                | 8                  | 0                  |             | -           | -           | 12     | 0      |        |
| Totale Domžale     | Totale Domžale     | Totale Domžale     | 47         | 2          |                 | 5               | 0               |                    | 9                  | 0                  |             | -           | -           | 61     | 2      |        |
| ago. 2017-2018     | Ferencváros        | NB1                | 24         | 7          | MK              | 2               | 0               |                    | -                  | -                  |             | -           | -           | 26     | 7      |        |
| 2018-2019          | Ferencváros        | NB1                | 29         | 2          | MK              | 5               | 0               | UEL                | 2                  | 0                  |             | -           | -           | 36     | 2      |        |
| 2019-2020          | Ferencváros        | NB1                | 31         | 3          | MK              | 0               | 0               | UCL+UEL            | 6+8                | 0                  |             | -           | -           | 45     | 3      |        |
| 2020-2021          | Ferencváros        | NB1                | 24         | 0          | MK              | 1               | 0               | UCL                | 11                 | 0                  |             | -           | -           | 36     | 0      |        |
| 2021-2022          | Ferencváros        | NB1                | 26         | 0          | MK              | 4               | 0               | UCL+UEL            | 8+6                | 1+0                |             | -           | -           | 44     | 1      |        |
| Totale Ferencváros | Totale Ferencváros | Totale Ferencváros | 134        | 12         |                 | 12              | 0               |                    | 41                 | 1                  |             | -           | -           | 187    | 13     |        |
| 2022-2023          | Angers             | L1                 | 24         | 2          | CF              | 2               | 1               | -                  | -                  | -                  |             | -           | -           | 26     | 3      |        |
| Totale carriera    | Totale carriera    | Totale carriera    | 304        | 18         |                 | 26              | 2               |                    | 58                 | 1                  |             | -           | -           | 388    | 21     |        |

### Cronologia presenze e reti in nazionale
| Cronologia completa delle presenze e delle reti in nazionale ― Slovenia | Cronologia completa delle presenze e delle reti in nazionale ― Slovenia | Cronologia completa delle presenze e delle reti in nazionale ― Slovenia | Cronologia completa delle presenze e delle reti in nazionale ― Slovenia | Cronologia completa delle presenze e delle reti in nazionale ― Slovenia | Cronologia completa delle presenze e delle reti in nazionale ― Slovenia | Cronologia completa delle presenze e delle reti in nazionale ― Slovenia | Cronologia completa delle presenze e delle reti in nazionale ― Slovenia |
| Data                                                                    | Città                                                                   | In casa                                                                 | Risultato                                                               | Ospiti                                                                  | Competizione                                                            | Reti                                                                    | Note                                                                    |
| ----------------------------------------------------------------------- | ----------------------------------------------------------------------- | ----------------------------------------------------------------------- | ----------------------------------------------------------------------- | ----------------------------------------------------------------------- | ----------------------------------------------------------------------- | ----------------------------------------------------------------------- | ----------------------------------------------------------------------- |
| 2-6-2018                                                                | Podgorica                                                               | Montenegro                                                              | 0 – 2                                                                   | Slovenia                                                                | Amichevole                                                              | -                                                                       |                                                                         |
| 9-9-2018                                                                | Nicosia                                                                 | Cipro                                                                   | 2 – 1                                                                   | Slovenia                                                                | UEFA Nations League 2018-2019 - 1º turno                                | -                                                                       | 43’                                                                     |
| 19-11-2018                                                              | Sofia                                                                   | Bulgaria                                                                | 1 – 1                                                                   | Slovenia                                                                | UEFA Nations League 2018-2019 - 1º turno                                | -                                                                       |                                                                         |
| 9-9-2019                                                                | Lubiana                                                                 | Slovenia                                                                | 3 – 2                                                                   | Israele                                                                 | Qual. Euro 2020                                                         | -                                                                       | 54’                                                                     |
| 19-11-2019                                                              | Varsavia                                                                | Polonia                                                                 | 3 – 2                                                                   | Slovenia                                                                | Qual. Euro 2020                                                         | -                                                                       |                                                                         |
| 3-9-2020                                                                | Lubiana                                                                 | Slovenia                                                                | 0 – 0                                                                   | Grecia                                                                  | UEFA Nations League 2020-2021 - 1º turno                                | -                                                                       | 72’                                                                     |
| 6-9-2020                                                                | Lubiana                                                                 | Slovenia                                                                | 1 – 0                                                                   | Moldavia                                                                | UEFA Nations League 2020-2021 - 1º turno                                | -                                                                       |                                                                         |
| 11-10-2020                                                              | Pristina                                                                | Kosovo                                                                  | 0 – 1                                                                   | Slovenia                                                                | UEFA Nations League 2020-2021 - 1º turno                                | -                                                                       |                                                                         |
| 14-10-2020                                                              | Chișinău                                                                | Moldavia                                                                | 0 – 4                                                                   | Slovenia                                                                | UEFA Nations League 2020-2021                                           | -                                                                       |                                                                         |
| 15-11-2020                                                              | Lubiana                                                                 | Slovenia                                                                | 2 – 1                                                                   | Kosovo                                                                  | UEFA Nations League 2020-2021 - 1º turno                                | -                                                                       |                                                                         |
| 18-11-2020                                                              | Atene                                                                   | Grecia                                                                  | 0 – 0                                                                   | Slovenia                                                                | UEFA Nations League 2020-2021 - 1º turno                                | -                                                                       |                                                                         |
| 24-3-2021                                                               | Lubiana                                                                 | Slovenia                                                                | 1 – 0                                                                   | Croazia                                                                 | Qual. Mondiali 2022                                                     | -                                                                       |                                                                         |
| 27-3-2021                                                               | Soči                                                                    | Russia                                                                  | 2 – 1                                                                   | Slovenia                                                                | Qual. Mondiali 2022                                                     | -                                                                       |                                                                         |
| 30-3-2021                                                               | Nicosia                                                                 | Cipro                                                                   | 1 – 0                                                                   | Slovenia                                                                | Qual. Mondiali 2022                                                     | -                                                                       |                                                                         |
| 1-9-2021                                                                | Lubiana                                                                 | Slovenia                                                                | 1 – 1                                                                   | Slovacchia                                                              | Qual. Mondiali 2022                                                     | -                                                                       |                                                                         |
| 11-11-2021                                                              | Trnava                                                                  | Slovacchia                                                              | 2 – 2                                                                   | Slovenia                                                                | Qual. Mondiali 2022                                                     | -                                                                       | 27’, 57’                                                                |
| 26-3-2022                                                               | Al Rayyan                                                               | Croazia                                                                 | 1 – 1                                                                   | Slovenia                                                                | Amichevole                                                              | -                                                                       |                                                                         |
| 2-6-2022                                                                | Lubiana                                                                 | Slovenia                                                                | 0 – 2                                                                   | Svezia                                                                  | UEFA Nations League 2022-2023 - 1º turno                                | -                                                                       |                                                                         |
| 5-6-2022                                                                | Belgrado                                                                | Serbia                                                                  | 4 – 1                                                                   | Slovenia                                                                | UEFA Nations League 2022-2023 - 1º turno                                | -                                                                       |                                                                         |
| 9-6-2022                                                                | Oslo                                                                    | Norvegia                                                                | 0 – 0                                                                   | Slovenia                                                                | UEFA Nations League 2022-2023 - 1º turno                                | -                                                                       | 63’                                                                     |
| 24-9-2022                                                               | Lubiana                                                                 | Slovenia                                                                | 2 – 1                                                                   | Norvegia                                                                | UEFA Nations League 2022-2023 - 1º turno                                | -                                                                       |                                                                         |
| 27-9-2022                                                               | Solna                                                                   | Svezia                                                                  | 1 – 1                                                                   | Slovenia                                                                | UEFA Nations League 2022-2023 - 1º turno                                | -                                                                       |                                                                         |
| 17-11-2022                                                              | Cluj-Napoca                                                             | Romania                                                                 | 1 – 2                                                                   | Slovenia                                                                | Amichevole                                                              | -                                                                       | 46’                                                                     |
| 20-11-2022                                                              | Lubiana                                                                 | Slovenia                                                                | 1 – 0                                                                   | Montenegro                                                              | Amichevole                                                              | -                                                                       |                                                                         |
| 23-3-2023                                                               | Astana                                                                  | Kazakistan                                                              | 1 – 2                                                                   | Slovenia                                                                | Qual. Euro 2024                                                         | -                                                                       | 5’                                                                      |
| 10-9-2023                                                               | Serravalle                                                              | San Marino                                                              | 0 – 4                                                                   | Slovenia                                                                | Qual. Euro 2024                                                         | -                                                                       | 13’                                                                     |
| 14-10-2023                                                              | Lubiana                                                                 | Slovenia                                                                | 3 – 0                                                                   | Finlandia                                                               | Qual. Euro 2024                                                         | -                                                                       |                                                                         |
| 17-10-2023                                                              | Belfast                                                                 | Irlanda del Nord                                                        | 0 – 1                                                                   | Slovenia                                                                | Qual. Euro 2024                                                         | -                                                                       |                                                                         |
| 17-11-2023                                                              | Copenaghen                                                              | Danimarca                                                               | 2 – 1                                                                   | Slovenia                                                                | Qual. Euro 2024                                                         | -                                                                       |                                                                         |
| 20-11-2023                                                              | Lubiana                                                                 | Slovenia                                                                | 2 – 1                                                                   | Kazakistan                                                              | Qual. Euro 2024                                                         | -                                                                       |                                                                         |
| 21-3-2024                                                               | Ta' Qali                                                                | Malta                                                                   | 2 – 2                                                                   | Slovenia                                                                | Amichevole                                                              | -                                                                       | 46’                                                                     |
| 26-3-2024                                                               | Lubiana                                                                 | Slovenia                                                                | 2 – 0                                                                   | Portogallo                                                              | Amichevole                                                              | -                                                                       |                                                                         |
| Totale                                                                  |                                                                         | Presenze                                                                | 32                                                                      |                                                                         | Reti                                                                    | 0                                                                       |                                                                         |

| Cronologia completa delle presenze e delle reti in nazionale ― Slovenia under 21 | Cronologia completa delle presenze e delle reti in nazionale ― Slovenia under 21 | Cronologia completa delle presenze e delle reti in nazionale ― Slovenia under 21 | Cronologia completa delle presenze e delle reti in nazionale ― Slovenia under 21 | Cronologia completa delle presenze e delle reti in nazionale ― Slovenia under 21 | Cronologia completa delle presenze e delle reti in nazionale ― Slovenia under 21 | Cronologia completa delle presenze e delle reti in nazionale ― Slovenia under 21 | Cronologia completa delle presenze e delle reti in nazionale ― Slovenia under 21 |
| Data                                                                             | Città                                                                            | In casa                                                                          | Risultato                                                                        | Ospiti                                                                           | Competizione                                                                     | Reti                                                                             | Note                                                                             |
| -------------------------------------------------------------------------------- | -------------------------------------------------------------------------------- | -------------------------------------------------------------------------------- | -------------------------------------------------------------------------------- | -------------------------------------------------------------------------------- | -------------------------------------------------------------------------------- | -------------------------------------------------------------------------------- | -------------------------------------------------------------------------------- |
| 6-2-2013                                                                         | Rio Maior                                                                        | Portogallo under 21                                                              | 0 – 0                                                                            | Croazia under 21                                                                 | Amichevole                                                                       | -                                                                                | 46’                                                                              |
| 4-6-2013                                                                         | Kiev                                                                             | Ucraina under 21                                                                 | 2 – 1                                                                            | Slovenia under 21                                                                | Amichevole                                                                       | -                                                                                |                                                                                  |
| 5-6-2013                                                                         | Kiev                                                                             | Slovenia under 21                                                                | 0 – 1                                                                            | Rep. Ceca under 21                                                               | Amichevole                                                                       | -                                                                                | 66’                                                                              |
| 14-8-2013                                                                        | Velenje                                                                          | Slovenia under 21                                                                | 0 – 1                                                                            | Estonia under 21                                                                 | Qual. Europeo Under-21 2015                                                      | -                                                                                | 46’                                                                              |
| 6-9-2013                                                                         | Chimki                                                                           | Russia under 21                                                                  | 2 – 1                                                                            | Slovenia under 21                                                                | Qual. Europeo Under-21 2015                                                      | -                                                                                |                                                                                  |
| 15-11-2013                                                                       | Capodistria                                                                      | Slovenia under 21                                                                | 0 – 1                                                                            | Russia under 21                                                                  | Qual. Europeo Under-21 2015                                                      | -                                                                                |                                                                                  |
| 19-11-2013                                                                       | Stara Zagora                                                                     | Bulgaria under 21                                                                | 1 – 5                                                                            | Slovenia under 21                                                                | Qual. Europeo Under-21 2015                                                      | -                                                                                | 71’                                                                              |
| Totale                                                                           |                                                                                  | Presenze                                                                         | 7                                                                                |                                                                                  | Reti                                                                             | 0                                                                                |                                                                                  |

| Cronologia completa delle presenze e delle reti in nazionale ― Slovenia under 20 | Cronologia completa delle presenze e delle reti in nazionale ― Slovenia under 20 | Cronologia completa delle presenze e delle reti in nazionale ― Slovenia under 20 | Cronologia completa delle presenze e delle reti in nazionale ― Slovenia under 20 | Cronologia completa delle presenze e delle reti in nazionale ― Slovenia under 20 | Cronologia completa delle presenze e delle reti in nazionale ― Slovenia under 20 | Cronologia completa delle presenze e delle reti in nazionale ― Slovenia under 20 | Cronologia completa delle presenze e delle reti in nazionale ― Slovenia under 20 |
| Data                                                                             | Città                                                                            | In casa                                                                          | Risultato                                                                        | Ospiti                                                                           | Competizione                                                                     | Reti                                                                             | Note                                                                             |
| -------------------------------------------------------------------------------- | -------------------------------------------------------------------------------- | -------------------------------------------------------------------------------- | -------------------------------------------------------------------------------- | -------------------------------------------------------------------------------- | -------------------------------------------------------------------------------- | -------------------------------------------------------------------------------- | -------------------------------------------------------------------------------- |
| 11-10-2011                                                                       | Zalaegerszeg                                                                     | Ungheria under 20                                                                | 1 – 1                                                                            | Slovenia under 20                                                                | Amichevole                                                                       | -                                                                                | 46’                                                                              |
| 8-12-2011                                                                        | Villa Decani                                                                     | Slovenia under 20                                                                | 0 – 1                                                                            | Croazia under 20                                                                 | Amichevole                                                                       | -                                                                                |                                                                                  |
| 14-11-2012                                                                       | Rovigno                                                                          | Croazia under 20                                                                 | 2 – 1                                                                            | Slovenia under 20                                                                | Amichevole                                                                       | -                                                                                |                                                                                  |
| 6-3-2013                                                                         | Trieste                                                                          | Italia under 20                                                                  | 4 – 1                                                                            | Slovenia under 20                                                                | Amichevole                                                                       | -                                                                                |                                                                                  |
| Totale                                                                           |                                                                                  | Presenze                                                                         | 4                                                                                |                                                                                  | Reti                                                                             | 0                                                                                |                                                                                  |

## Palmarès

### Club

#### Competizioni nazionali
- Coppa di Slovenia: 2

Koper: 2014-2015
Domžale: 2016-2017
- Campionato ungherese: 4

Ferencváros: 2018-2019, 2019-2020, 2020-2021, 2021-2022
- Coppa d'Ungheria: 1

Ferencváros: 2021-2022